# Semotilus

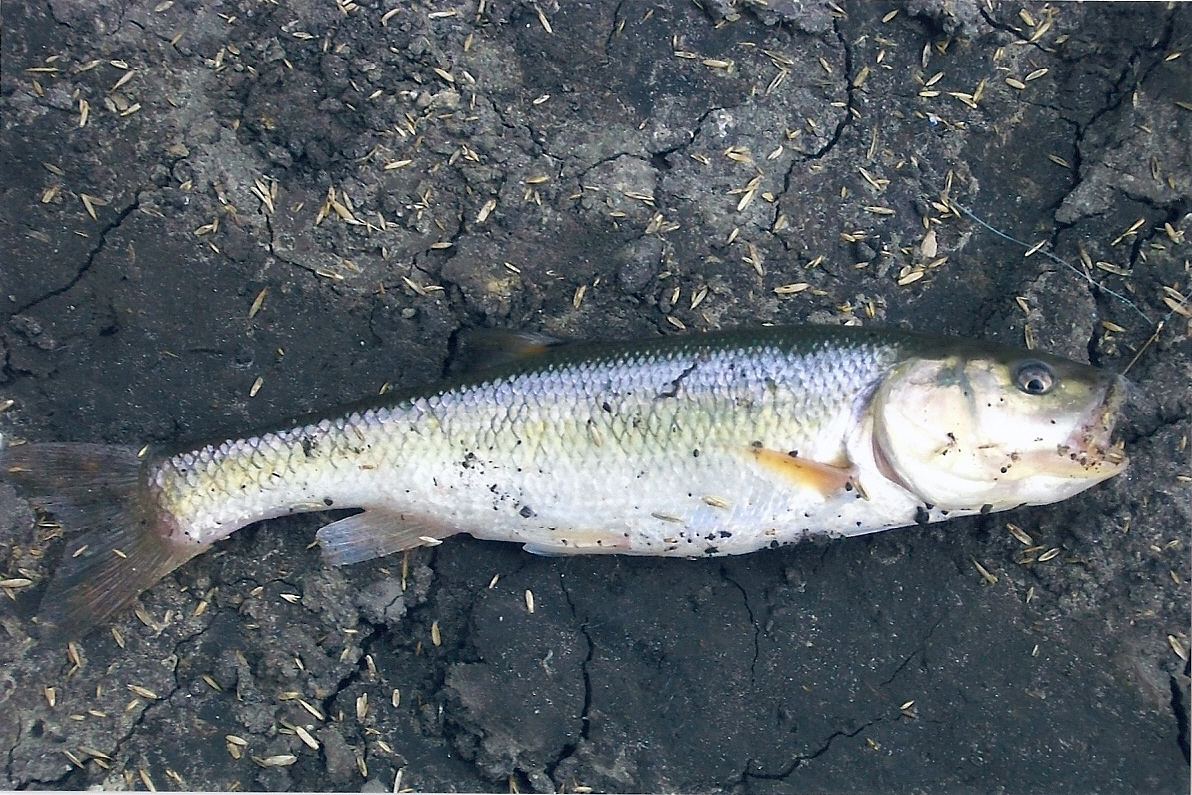
Semotilus atromaculatus capturat a Indiana.

Semotilus és un gènere de peixos de la família dels ciprínids i de l'ordre dels cipriniformes.

## Taxonomia
- Semotilus atromaculatus (Mitchill, 1818)[2]
- Semotilus corporalis (Mitchill, 1817)[3]
- Semotilus lumbee (Snelson & Suttkus, 1978)[4]
- Semotilus thoreauianus (Jordan, 1877)[5][6][7][8]

## Estat de conservació
Només Semotilus lumbee apareix a la Llista Vermella de la UICN.